# غودباي كرول وولد
غودباي كرول وولد (باليابانية: グッバイ・クルエル・ワールド) فيلم ياباني من إخراج تاتسوشي أوموري، وتأليف ريو تاكادا، وبطولة هيدتوشي نيشيجيما.